# Xã Ashton, Quận Monona, Iowa
Xã Ashton (tiếng Anh: Ashton Township) là một xã thuộc quận Monona, tiểu bang Iowa, Hoa Kỳ. Năm 2010, dân số của xã này là 550 người.